# Сике, Уго
Уго́ Тьерри́ Сике́ (фр. Hugo Thierry Siquet; родился 20 апреля 2002 года, Бельгия) — бельгийский футболист, защитник клуба «Брюгге» и сборной Бельгии.

## Клубная карьера
Сике — воспитанник льежского клуба «Стандард». 5 ноября 2020 года в поединке Лиги Европы против «Леха» Уго дебютировал за основной состав. 8 ноября в матче против «Антверпен» он дебютировал в Жюпиле лиге.

## Международная карьера
В 2019 году в составе юношеской сборной Бельгии Сике принял участие в юношеском чемпионате Европы в Ирландии. На турнире он сыграл в матчах против команд Ирландии и Греции, Нидерландов.